# Mwanza (Region)
Mwanza ist eine Region im Norden von Tansania. Sie liegt am Südufer des Victoriasees. Die Hauptstadt heißt ebenfalls Mwanza.

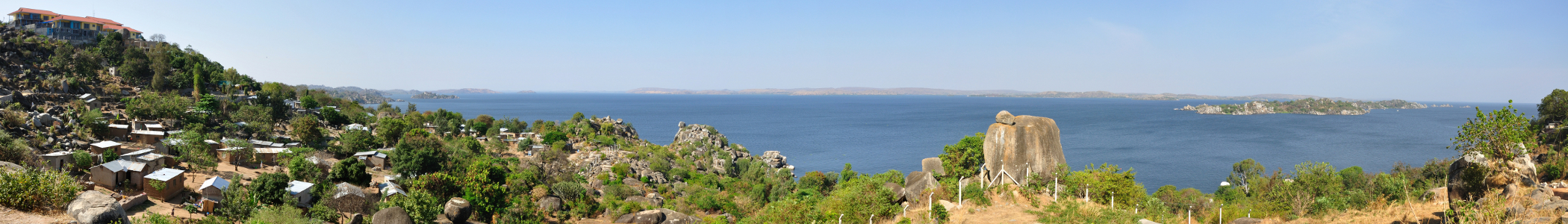
Blick von Mwanza auf den Victoriasee

## Geographie
Die Region hat eine Größe von 25.233 Quadratkilometer, wobei 13.437 Wasserflächen und 11.796 Quadratkilometer Landflächen sind. Bei der Volkszählung im Jahr 2022 hatte die Region rund 3,7 Millionen Einwohner. Die Landfläche umfasst neben dem Gebiet am Südufer des Victoriasees auch viele Inseln im Victoriasee, die größten sind Ukerewe, Ukora, Kome und Maisome.

### Klima
Das Klima in Mwanza ist tropisch, Aw nach der effektiven Klimaklassifikation. In der Region fallen kurze Regenschauer in den Monaten Oktober bis Dezember, längere Regen in den Monaten März bis Mai. Die Niederschläge fallen meist unregelmäßig, oft auch nur in kleinen Gebieten. Besonders trocken sind die Monate Juni, Juli und August. Der jährliche Gesamtniederschlag liegt zwischen 750 Millimeter im Süden und 1200 Millimeter auf der Insel Ukerewe.
|                        | Jan  | Feb  | Mär  | Apr  | Mai  | Jun  | Jul  | Aug  | Sep  | Okt  | Nov  | Dez  |   |      |
| Mittl. Temperatur (°C) | 22,6 | 22,7 | 23   | 22,7 | 22,6 | 22,1 | 21,5 | 22,2 | 23,1 | 23,3 | 22,9 | 22,3 | ⌀ | 22,6 |
| Mittl. Tagesmax. (°C)  | 27,3 | 27,5 | 27,8 | 27,5 | 27,7 | 28,2 | 27,9 | 28,2 | 28,8 | 28,6 | 27,7 | 26,8 | ⌀ | 27,8 |
| Mittl. Tagesmin. (°C)  | 18   | 18   | 18,2 | 18   | 17,6 | 16   | 15,2 | 16,2 | 17,5 | 18,1 | 18,2 | 17,8 | ⌀ | 17,4 |
|                        |      |      |      |      |      |      |      |      |      |      |      |      |   |      |
| Niederschlag (mm)      | 92   | 113  | 139  | 175  | 79   | 13   | 8    | 18   | 31   | 80   | 164  | 142  | Σ | 1054 |

| 18 |

| 18 |

| 18,2 |

| 18 |

| 17,6 |

| 16 |

| 15,2 |

| 16,2 |

| 17,5 |

| 18,1 |

| 18,2 |

| 17,8 |

| 18 |

| 18 |

| 18,2 |

| 18 |

| 17,6 |

| 16 |

| 15,2 |

| 16,2 |

| 17,5 |

| 18,1 |

| 18,2 |

| 17,8 |

### Nachbarregionen
| Kagera |                                             | Mara   |
|        | Kompassrose, die auf Nachbargemeinden zeigt | Simiyu |
| Geita  | Shinyanga                                   |        |

## Geschichte
Vor der deutschen Kolonialzeit gehörte das Gebiet zu den Völkern der Sukuma, Kerewe, Kara und Zinza.
Im Jahr 1963 erhielt das Gebiet den offiziellen Status einer Region.

## Verwaltungsgliederung
Die Mwanza-Region ist in folgende acht Distrikte gegliedert:
| Distrikt        | Hauptstadt | Bevölkerung 2012 | Bevölkerung 2016 |
| --------------- | ---------- | ---------------- | ---------------- |
| Buchosa         | Nyehunge   | n. a. *)         | 369.201          |
| Ilemela         | Ilemela    | 343.001          | 386.361          |
| Kwimba          | Ngudu      | 406.509          | 457.897          |
| Magu            | Magu Mjini | 299.759          | 337.653          |
| Misungwi        | Misungwi   | 351.607          | 396.055          |
| Nyamagana       | Mwanza     | 363.452          | 409.397          |
| Sengerema       | Sengerema  | 663.034          | 377.649          |
| Ukerewe         | Nansio     | 345.147          | 388.778          |
| Mwanza (Region) | Mwanza     | 2.772.509        | 3.122.992        |

*) Buchosa wurde 2015 von Sengerema abgespalten.

## Bevölkerung
Mehr als ein Drittel der Bevölkerung ist jünger als zehn Jahre. Das Geschlechterverhältnis in der Region beträgt 100:96, das heißt auf hundert Frauen kommen 96 Männer. Ist das Verhältnis auf dem Land 100:98, so kommen im urbanen Umfeld 93 Männer auf 100 Frauen.

## Wirtschaft
Etwa 85 Prozent der berufstätigen Bevölkerung sind in der Landwirtschaft tätig. Die seit Ende des 19. Jahrhunderts für den Export angebaute Baumwolle hat seit den 1980er Jahren an Bedeutung verloren. An ihre Stelle ist der Fischfang als größter Devisenbringer der Region getreten.

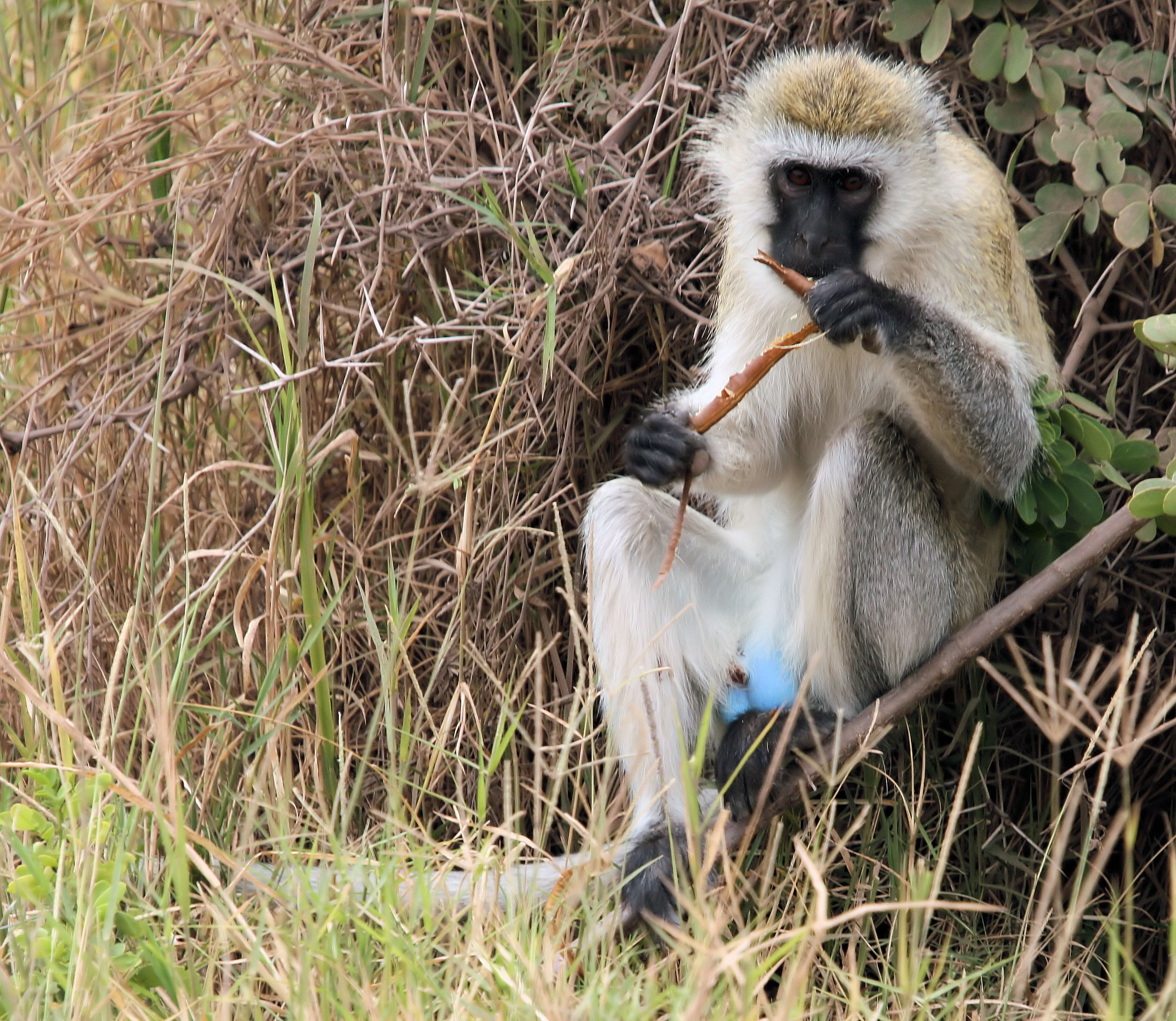
Grüne Meerkatze

## Naturschutzgebiete, Sehenswürdigkeiten
- Rubondo-Nationalpark: Dieser 456 Quadratkilometer große Nationalpark umfasst auch die Insel Maisome auf dem Victoriasee. Der Park ist wegen seiner Wasservögel bekannt, aber auch die seltenen Sitatunga sowie Elefanten, Giraffen, Flusspferde, Buschböcke, Pythons und Krokodile sind hier beheimatet.[10][11]
- Saanane-Nationalpark: Der Park ist 2,18 Quadratkilometer groß und wurde 2013 zum Nationalpark erklärt. Er liegt auf drei Inseln im Victoriasee, nur zwei Kilometer südwestlich der Hauptstadt Mwanza. Neben Impalas, Wildkatzen, Krokodilen, Pythons leben hier auch grüne Meerkatzen, die sonst nirgends in Tansania vorkommen.[12]